# Kongregation der Schwestern des Erlösers
Die Kongregation der Schwestern des Erlösers (Congregatio Sororum a Sancto Redemptore, Ordenskürzel: CSR) ist ein katholischer Frauenorden.

## Geschichte
Das Ordensinstitut ging ursprünglich aus der am 28. August 1849 von Elisabeth Alphonsa Maria Eppinger (Ordensname: Mutter Alfons Maria) unter der Bezeichnung Orden der Töchter des Göttlichen Erlösers zur Verpflegung armer Kranker und zur Unterstützung anderer Armen (als Niederbronner Schwestern bekannt) gegründeten Ordensgemeinschaft hervor. 
Diese errichtete auf Wunsch des örtlichen Bischofs ab 1854 eine Niederlassung in Würzburg. Aus politischen und rechtlichen Gründen wurde diese Filiale in die Rechtsform einer eigenständigen Kongregation überführt und hat sich seither eigenständig entwickelt. Am 15. Juni 1866 übernahm Schwester Maria Honorine Steimer (1832–1903) als erste Generaloberin die Leitung der „Kongregation der Töchter des Allerheiligsten Erlösers“ (seit 1969 Kongregation der Schwestern des Erlösers). Die „Töchter des Hl. Erlösers“ arbeiteten unter anderem (etwa in Oberleinach bis 1956 und Unterleinach bis 1973) in der Kinderbetreuung als Kindergärtnerinnen sowie als Krankenschwestern und Handarbeitslehrerinnen. Die ersten Dienste an der Würzburger Universitätsklinik, wo sie bis 1979 wirkten, verrichteten die Erlöserschwestern von März 1894 (unter Generaloberin Maria Alexandrina Hofmann), 1907 auch für den Operationssaal- und Verbandsdienst am Juliusspital angestellt, bis Ende 1962 in der Universitäts-Frauenklinik.
In der Zeit des Nationalsozialismus wurden die Erlöserschwestern gezwungen, die von ihnen geleitete Theresienklinik in der Domerschulstraße 1 (ehemaliger Domherrenhof Seebach) an das Deutsche Reich zu verkaufen. In der Allendorf-Kapelle wurden 1934 unter einer Übertünchung 1611 geschaffene Deckenmalereien entdeckt.
Am 16. März 1945 wurde das Mutterhaus in Würzburg (Ebracher Gasse) samt Kirche durch britische Bombenangriffe zerstört. Der Wiederaufbau erfolgte nach Kriegsende. Die Kirche konnte im Jahr 1952 wieder geweiht werden.
Weitere Tätigkeitsfelder hatten die Schwestern von 1897 bis 1952 in der Universitäts-Nervenklinik, in der Neurologischen Klinik von 1945 bis 1968, von 1910 bis 1979 in der Chirurgischen Klinik, bis 1978 in der Medizinischen Klinik, bis Frühjahr 1979 in Kinderklinik, HNO-Klinik und Hautklinik, von 1912 bis 1960 im Zahnärztlichen Institut der Universität, von 1923 bis 1968 in der Augenklinik und ab November 1920 in der Medizinischen Poliklinik. Von 1922 bis September 1995 waren die Erlöserschwestern auch in der Krankenpflegeschule tätig.
Der Orden ist heute neben Deutschland mit Schwerpunkt Unterfranken auch in Nordamerika (seit 1924, Sisters of the Holy Redeemer in Pennsylvania) und in Tansania (seit 1957/1958) vertreten. Ihm gehören 369 Schwester an (Stand: 2013).
Er widmet sich vor allem der Kranken- und Altenpflege, Erziehung und Ausbildung, sowie der Pastoral und Seelsorge. Seit 1931 betreibt die Kongregation in Schweinfurt das Krankenhaus St. Josef. 
2024 war eine aus knapp 20.000 Solarziegeln auf dem Würzburger Mutterhaus errichtete Photovoltaikanlage mit 155 kWp Leistung die erste Solaranlage Bayerns auf einem Großdenkmal.
Ein bekanntes Ordensmitglied ist Schwester Maria Julitta Ritz (1882–1966), deren Seligsprechungsprozess eingeleitet ist.

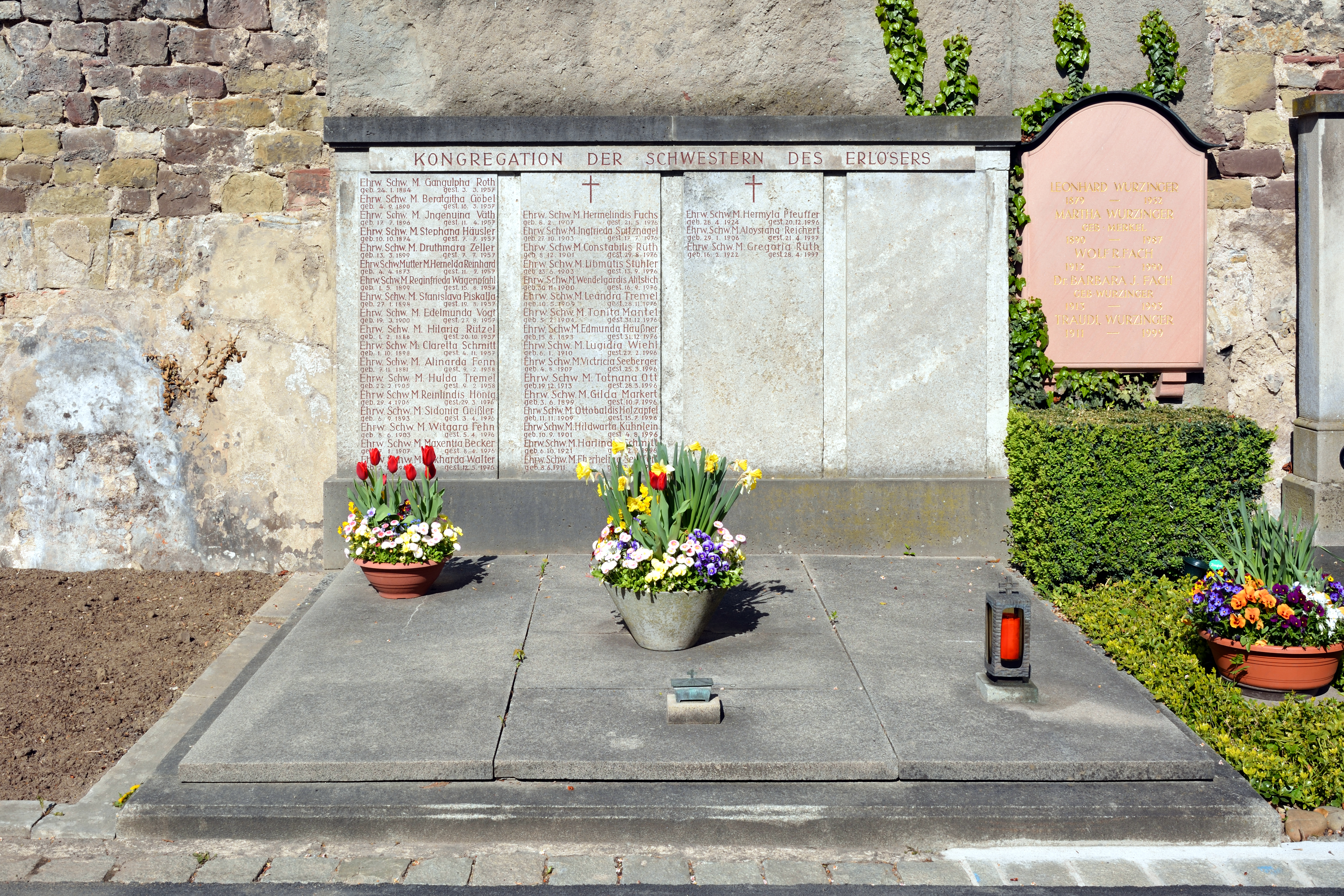
Grabstätte auf dem Hauptfriedhof Würzburg

## Generaloberinnen
- Maria[10] Honorine Steimer (1866–1880)
- Dionysia Blank (1880–1885)
- Alexandrina Hofmann (1885–1905)
- Lidwina Kullmann (1905–1910)
- Alexandrina Hofmann (1910–1914)
- Helene Müller (1914–1921)
- Basilissa Schneider (1921–1933)
- Azela Hammer (1933–1947)
- Gundulfa Schöpf (1947–1959)
- Hiltrudis Schnabel (1959–1969)
- Gertrud Stegmann (1971–1983)
- Ursula Müller (1983–1989)
- Ehrentrud Pfuhlmann (1989–1995)
- Veronika Stauch (1995–2007)
- Juliane Friedrich (2007–2013)
- Monika Edinger (2013- )[7]